# Marid Mutalimov
Marid Mutalimov (n. 22 februarie 1980, Mahacikala, RSFS Rusă, URSS) este un luptător ce a reprezentat Kazahstan, medaliat olimpic. A participat la 2 ediții ale Jocurilor Olimpice (2004, 2008) în care a câștigat o medalie de bronz.